# Ciclohexà
El ciclohexà és un cicloalcà amb la fórmula molecular C₆H₁₂. El ciclohexà és emprat com a dissolvent apolar per la indústria química, i també com a matèria primera per a la producció industrial d'àcid adípic i caprolactama; ambdós són intermediaris usats en la producció de niló. A escala industrial es produeix a partir de la reacció del benzè amb l'hidrogen. A causa de les seves propietats químiques i conformacionals úniques, el ciclohexà també s'utilitza en laboratoris en anàlisis i com a estàndard.

## Conformació química
L'anell de 6 vèrtexs no s'ajusta a la forma d'un hexàgon perfecte. La conformació d'un hexàgon pla en 2D té una tensió d'angle considerable a causa del fet que els seus enllaços no tenen 109,5 graus; la tensió de torsió també és considerable pel fet que tots els enllaços es troben eclipsats. Per això, per reduir la tensió de torsió, el ciclohexà adopta una estructura tridimensional coneguda com a conformació de cadira.

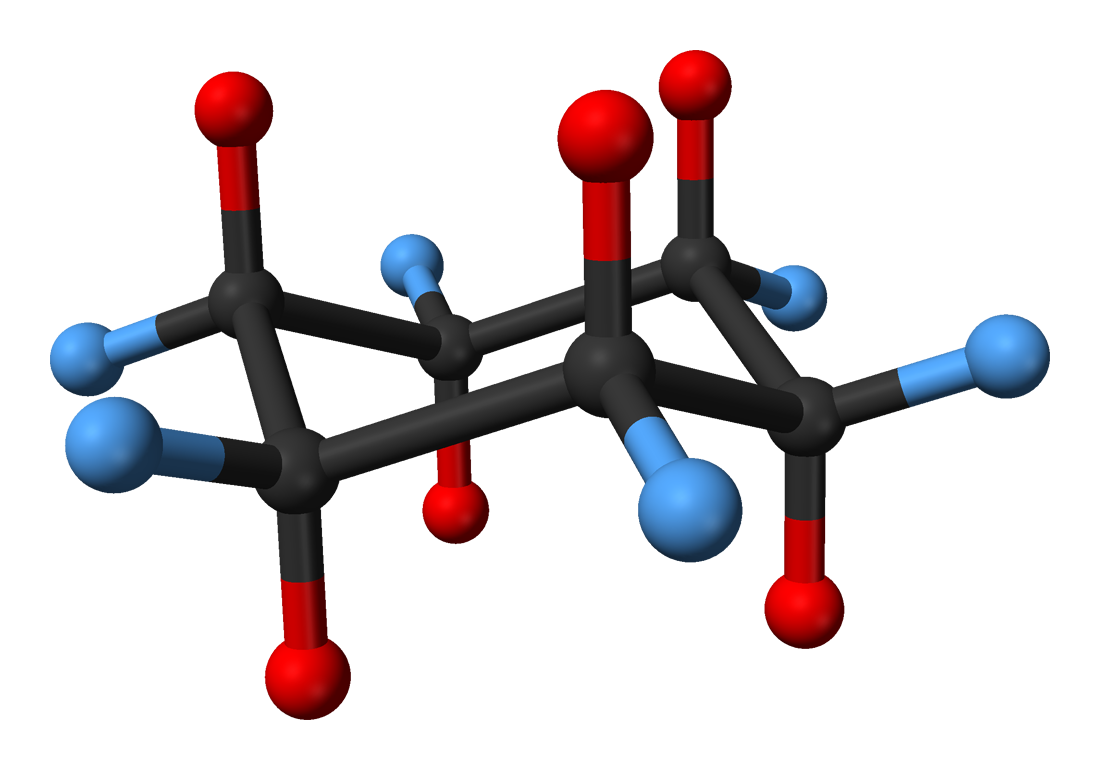
Una molècula de ciclohexà en conformació de cadira. Els àtoms d'hidrogen en posicions axials es mostren en vermell, mentre que aquells en posicions equatorials són en blau.

La nova conformació posa els carbonis en un angle de 109,5°. La meitat dels hidrògens són al pla de l'anell (equatorial) mentre l'altra meitat són perpendiculars al pla (axial). Aquest conformació és la que permet l'estructura més estable de ciclohexà. Existeix una altra conformació del ciclohexà, coneguda com a conformació de bot, però s'interconverteix en la formació de cadira que és una mica més estable. En el cas que el ciclohexà es monosubstitueixi amb un substituent gran, llavors el substituent es trobarà més probablement adjuntat en una posició equatorial, ja que això dona lloc a una conformació una mica més estable, al no estar sotmesa a repulsions estèriques importants.
El ciclohexà té l'angle i la tensió torsional més baixa de tots els cicloalcans, i s'ha considerat que en ciclohexà té una tensió d'anell 0, la qual és una combinació de la tensió d'angle i de la tensió torsional. Això també fa més estable el ciclohexà que la resta dels cicloalcans i per això produeix la quantitat més petita de calor quan és cremat comparat amb els altres cicloalcans.

## Reaccions del ciclohexà
El ciclohexà pur en si mateix és bastant poc reactiu, sent un hidrocarbur no polar i hidròfob. Pot reaccionar amb àcids molt forts com el sistema superàcid HF + SbF5 que provoca la protonació forçada i el "cracking de l'hidrocarbur". Els ciclohexans substituïts, tanmateix, poden ser reactius sota una varietat de condicions, moltes de les quals són importants per a la química orgànica. El ciclohexà és altament inflamable.

## Derivats del ciclohexà
L'arranjament específic dels grups funcionals en els derivats de ciclohexà, i en efecte en la majoria de les molècules de cicloalcans, és extremadament important en reaccions químiques, especialment en les reaccions que impliquen nucleòfils. Els substituents a l'anell han de trobar-se en la posició axial per reaccionar amb unes altres molècules.

## Usos
Comercialment gran part del ciclohexà produït es converteix en una mescla de ciclohexanona-ciclohexanol (o "oli de KA") per oxidació catalítica. L'oli de KA s'utilitza llavors com a primera matèria per a fabricar àcid adípic i caprolactama. A la pràctica, si el contingut de ciclohexanol en l'oli de KA és més alt que el de ciclohexanona, és més probable (econòmic) de ser convertit en àcid adípic, i en el cas invers, la producció de caprolactam és més probable. La proporció entre ciclohexanona i ciclohexanol en l'oli de KA es pot controlar seleccionant catalitzadors d'oxidació adequats. Part del ciclohexà s'utilitza com a dissolvent orgànic.

## Història
A diferència de composts com el benzè, el ciclohexà no es pot obtenir fàcilment a partir de recursos naturals com el carbó. Cap a la fi del dinovè segle els primers investigadors químics havien de dependre de la síntesi orgànica. Van necessitar trenta anys per completar els detalls. El 1867 Marcellin Berthelot reduïa benzè amb àcid iodhídric a temperatures elevades. Va identificar incorrectament el producte de la reacció com a hexà no solament a causa del paregut en el punt d'ebullició (69 °C) sinó també perquè no creia que el benzè era una molècula cíclica (com el seu contemporani August Kekule) sinó més aviat alguna classe d'associació d'acetilè. El 1870 un dels seus escèptics Adolf von Baeyer repetia la reacció i identificava el producte de la reacció com a hexahidrobenze i el 1890 Vladimir Markovnikov creia que podia destil·lar el mateix compost a partir de petroli del Caucas i batejava al seu brevatge com a hexanafté.
El 1894 Baeyer sintetitzava ciclohexà començant amb una condensació de Dieckmann de l'àcid pimèlic seguida per reduccions múltiples:
i en el mateix any E. Haworth i W.H. Perkin Jr. (1860 - 1929) feien el mateix amb una reacció de Wurtz de l'1,6-dibromohexà.
Sorprenentment els seus ciclohexans bullien uns 10 °C més alts que l'hexahidrobenzè o hexanafté però aquest enigma va ser resolt el 1895 per Markovnikov, N.M. Kishner i Nikolay Zelinsky quan identificaren l'hexahidrobenze i l'hexanafté com a metilciclopentà, format com a resultat d'una reacció de transposició inesperada.